# 이한동
이한동(李漢東, 1934년 12월 5일 ~ 2021년 5월 8일)은 대한민국의 정치인이다. 본관은 고성, 호는 일도(一刀)이다.

## 생애
경기도 포천에서 아버지 이정호와 어머니 채병숙 사이에서 4남 4녀 중 장남으로 태어났다.
1947년에 포천청성국민학교를 졸업하고 서울로 상경하여 경복고를 졸업하였다.
서울대 법대 재학 시절에 입주과외를 하며 고등고시를 준비하는 학생 생활을 했다. 대학 재학 중 제10회 고등고시 사법과에 응시하여 합격하였다. 그러나 시험을 치른 뒤 결과를 보지 못한 채 군에 입대하여 육군 이병으로 2차 구술시험에 합격하여 중위로 진급했다. 군 복무중인 1960년(27세 시절) 대학 동기의 소개로 충남대 영어영문학과 학사 학위 취득 이후 숙명여대 대학원에 재학 중이던 조남숙과 만나서 3개월만에 결혼하였다.
서울대 법대에서 학사 학위 취득하고 법관에 임용되어 서울지법 판사, 서울지검 부장검사, 특수 1부장을 지냈다. 서울지검 부장검사로 재직중이던 1980년 정계에 입문하라는 권고를 받았다. 고민 끝에 검사장 진급을 눈앞에 둔 이한동은 1981년 1월에 청와대 비서관으로부터 선거법 개정으로 신설된 민주정의당 연천군·포천군·가평군 지구당 위원장을 맡으라는 제의를 받아들여 정계에 입문하였다. 민정당 소속으로 제11·12·13대 국회의원에 당선되었으며, 민정당 당무위원 겸 사무총장 등을 거쳐 민정당 당무위원 겸 원내총무를 거쳤다. 야당과의 타협을 거절하던 여당 내 강경파와는 달리 6·29 선언과 직선제 개헌, 5공 청산과 전두환의 국회 증언, 개혁 입법화와 제도화 과정에서 총무를 맡았다.
1988년 12월에 내무부 장관을 지냈다. 6월 항쟁 이후 노동자들의 요구가 분출되던 1988년 12월부터 1989년 8월까지 내무장관을 맡아 풍산금속과 현대 파업사태를 강경진압했다. 그 뒤 1990년 1월에 3당합당으로 민주정의당과 통일민주당, 신민주공화당이 통합하여 민주자유당이 출범하자 민주자유당에 참여하였다. 3당합당 이후에도 김영삼과 비교적 원만한 관계를 유지하면서 제14·15대 국회의원에 당선되었으며 신한국당의 상임고문에 위촉되었다.
1997년에 신한국당 대통령 후보 경선에 출마하였으나 이회창, 이인제에 이어 3위에 그쳐 좌절되었다. 이후 한나라당의 대표가 되었으나 1999년에 한나라당을 탈당하여 자유민주연합에 입당하였고 2000년에 제16대 총선에 출마하여 6선 의원이 되었고 자민련 수석부총재를 거쳐 제33대 국무총리를 지냈다.
2002년에 자민련을 탈당하고 하나로국민연합으로 제16대 대선에 출마하였으나 낙선하였고 이후 자민련에 복당하였다. 이후 법무법인 남명의 대표 변호사로 선임되었고 통일교육협의회 초대 후원회장을 지내기도 했다. 2007년에 한나라당의 상임고문으로 위촉되어 제17대 대선에 출마한 이명박 후보를 지지하였다.

## 저서

### 회고록
- 《정치는 중업이다》

## 학력
- 1953년 경복고등학교 졸업
- 1958년 서울대학교 법과대학 LL.B.

## 상훈
- 2003년 5월: 서울대 법과대 동창회 주관 제11회 자랑스러운 서울법대인상 수상
- 2007년 5월: 북극성훈장
- 2008년 1월: 경복동문인 대상

## 가족 관계
- 아버지: 이정호(李貞鎬, 1910년 1월 17일 ~ 1976년 2월 7일)
- 어머니: 채병숙(蔡秉淑, 1913년 9월 24일 ~ 1996년 4월 13일)
  - 동생: 이한강(李漢江)
  - 동생: 이한웅(李漢隆)
  - 동생: 이한중(李漢中)
  - 여동생: 4명
- 배우자: 조남숙(趙南淑, 1936년 4월 9일 ~ )
  - 장녀: 이지원(李智媛, 1962년 4월 2일 ~ )
  - 사위: 허태수(許兌秀, GS그룹 회장)
  - 장남: 이용모(李龍模, 1965년 9월 27일 ~ )
  - 자부: 문지호(文志鎬, 교수)
  - 차녀: 이정원(李晶媛, 1967년 2월 5일 ~ )
  - 사위: 김재호(金載昊, 동아일보 회장)

## 역대 선거 결과
|  | 43.34% |

|  | 54.95% |

|  | 64.51% |

|  | 57.92% |

|  | 62.50% |

|  | 52.96% |

|  | 0.30% |

## 소속 정당
| 소속 정당 | 소속 정당      | 소속 기간 | 비고           |
| --------- | -------------- | --------- | -------------- |
|           | 무소속         | 1980~1981 | 정계 입문      |
|           | 민주정의당     | 1981~1990 | 창당           |
|           | 민주자유당     | 1990~1995 | 합당           |
|           | 신한국당       | 1995~1997 | 당명 변경      |
|           | 한나라당       | 1997~1999 | 합당           |
|           | 무소속         | 1999~2000 | 탈당           |
|           | 자유민주연합   | 2000~2001 | 입당           |
|           | 무소속         | 2001~2002 | 탈당           |
|           | 하나로국민연합 | 2002~2004 | 창당           |
|           | 무소속         | 2004      | 자진 정당 해산 |
|           | 자유민주연합   | 2004      | 복당           |
|           | 무소속         | 2004~2007 | 탈당 정계 은퇴 |
|           | 한나라당       | 2007~2012 | 복당           |
|           | 새누리당       | 2012~2017 | 당명 변경      |
|           | 자유한국당     | 2017~2020 | 당명 변경      |
|           | 미래통합당     | 2020      | 합당           |
|           | 국민의힘       | 2020~2021 | 당명 변경 사망 |

## 같이 보기
- 연천군·포천군·가평군
- 연천군·포천군
- 연천군의 국회의원
- 포천군의 국회의원
- 가평군의 국회의원
- 대한민국의 행정안전부 장관
- 대한민국의 국회부의장
- 대한민국의 국무총리